# Kétpettyes kutyabengecincér
A kétpettyes kutyabengecincér (Menesia bipunctata) a cincérfélék családjába tartozó, Eurázsiában honos, főleg kutyabengén élő bogárfaj. 

## Megjelenése
A kétpettyes kutyabengecincér testhossza 5-9 mm. Testalkata megnyúlt, karcsú. Az előtor nagyjából négyzetes, szárnyfedőinek oldalvonala szinte a végükig párhuzamosak. Alapszíne fekete, csápjai a harmadik íztől kezdve barnák, lábai halványsárgák. Az előtor középvonalát, a pajzsocskát, a szárnyfedők végén található egy-egy ovális foltot, a homlok elejét, a melloldalakat és a potrohszelvények hátulsó szegélyét sűrű, fehér, molyhos szőrözet borítja. A fej és az előtor finoman, a szárnyfedők durván pontozottak (a szárnyfedők végén finom és szórt a pontozás).

## Elterjedése és életmódja
Eurázsiában honos, Dél-Franciaországtól Nyugat-Szibériáig. A Brit-szigetekről és Skandináviából hiányzik. A Kárpátokban szórványosan fordul elő, Magyarországon igen ritka (pl. Bajánál ismert állománya). 
Lárvája elsősorban a kutyabenge (igen ritkán dió, más bengefajok vagy fűz) elhalóban lévő törzsében vagy vastagabb (max. 5 cm) ágaiban fejlődik. A kéreg alatt rágja lapos galériáit, majd egy-két éves fejlődés után tavasszal a fában készített, horog alakú, törmelékkel eltömött kijáratú bábkamrábam bebábozódik. Az imágó április-júliusban rajzik, és legtöbbször a tápnövény ágain, levelein tartózkodik.

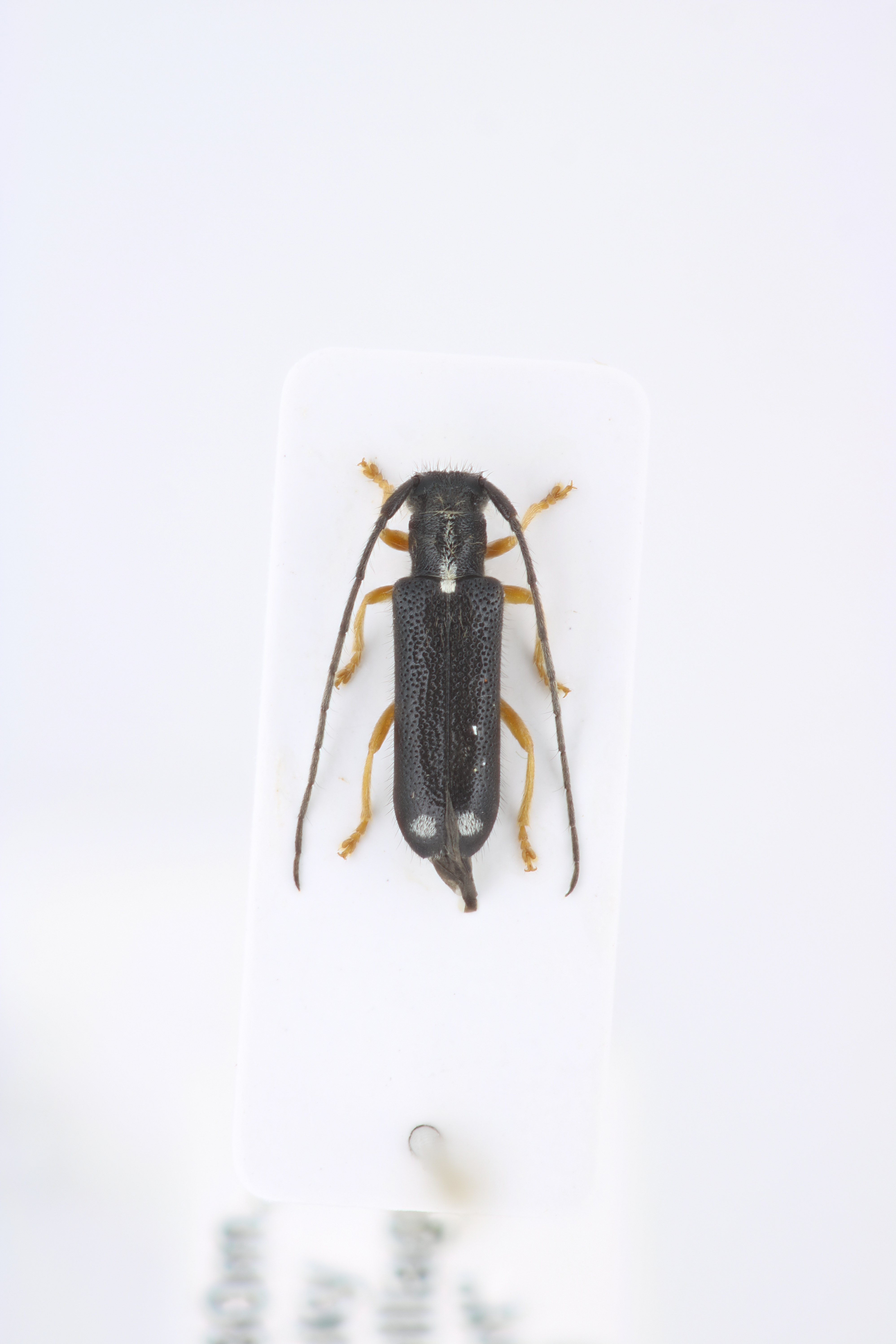

Magyarországon nem védett.